# Kedus Harbe
Kedus Harbe – król Etiopii z dynastii Zague panujący najprawdopodobniej w drugiej połowie XII wieku, choć niekiedy jest on umieszczany nawet na przełomie XI i XII. Według etiopskiego historyka Taddesse Tamrata, Harbe był synem Akotieta Dżana Syjuma, który z kolei był bratem Tette Uyddyma Tser Asseggyda. Kedus Harbe nie znajduje się na dłuższej liście zagueńskich królów. Jego miejsce zajmuje tam Gebre Marjam, władca być może tożsamy z Harbe. Według Richarda Pankhursta, Kedus Harbe próbował przełamać blokadę ze strony Egiptu na Etiopski Kościół Ortodoksyjny, poprzez zwiększenie liczby biskupów wyświęconych w Etiopii do siedmiu. Prałat abba Mikael odmówił tej propozycji, twierdząc, że zmiana może być dokonana jedynie przez patriarchę Aleksandrii, więc król wysłał listy do patriarchy i muzułmańskiego władcy Egiptu. Początkowo monarcha egipski był pozytywnie ustosunkowany do żądania, ale prałat ostrzegł go, że wielu biskupów może na tej podstawie mianować własnego arcybiskupa i potęgować wrogą postawę wobec swoich muzułmańskich sąsiadów. Kiedy posłańcy wrócili do Kedusa Harbe z odpowiedzią, Etiopię nawiedziła klęska głodu i zaraza. Były to pierwsze relacje o tego typu nieszczęściach, wzmiankowane kiedykolwiek w etiopskiej historiografii. Następcją Kedusa Harbe został Gebre Meskel.